# Dunakömlőd

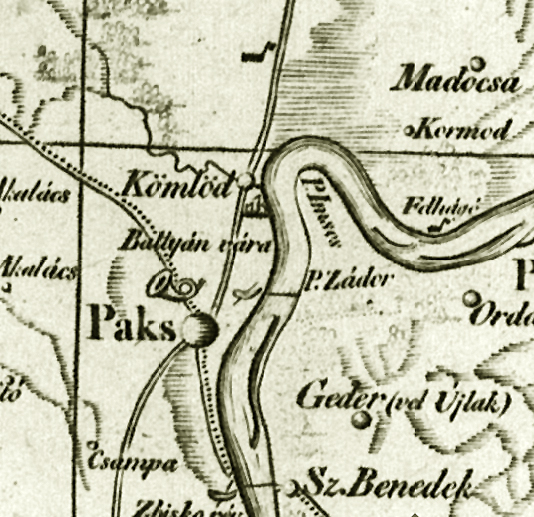
Paks und Kömlőd (Kimling) auf einem Ausschnitt einer Karte von 1809. Zu sehen sind die Halbinsel Imsós, die sog. Überfahrt Imsós bei Zádor und die Battyán vára (Battyán-Burg), an deren Stelle einst das römische Kastell Lussonium stand.

Dunakömlőd [ˈdunɒkømløːd] (auch Kimling) ist eine ungarische Ortschaft an der Donau im Komitat Tolna in der Nähe der Stadt Paks, zu der sie gehört, und der Ortschaft Németkér.
Wahrscheinlich bereits im 1. Jahrhundert errichteten die römischen Invasoren auf dem südlich gelegenen hohen Lößberg, dem Bottyán-Sánc, das Kohortenkastell Lussonium, das bis in die Spätantike bestand. Damals und bis in die 1840er Jahre, floss die Donau direkt unterhalb dieses Berges entlang. Im 4. Jahrhundert entstand rund 1,3 km südöstlich, am damaligen Ostufer der Donau, an einer bereits in prähistorischer Zeit existierenden Überfahrt, der Ländeburgus Dunakömlőd. Auch in nachrömischer Zeit spielte diese Überfahrt immer wieder eine wichtige Rolle für Heeresverbände.
Dunakömlőd wurde wie Németkér 1785 von der Abtei Földvár gegründet und mit deutschen Siedlern (sog. Donauschwaben) besiedelt, die dem Aufruf des Habsburger Kaiserhauses Österreichs gefolgt waren, das Land nach Beendigung der Türkenkriege zu besiedeln.
Nach dem Ende des Zweiten Weltkrieges wurden die Donauschwaben vertrieben und in die amerikanische Besatzungszone Deutschlands umgesiedelt. Während die meisten deutschstämmigen Einwohner Dunakömlőds dabei 1946 nach Gerlachsheim bei Lauda-Königshofen im Main-Tauber-Kreis kamen, wurden auch einige im Dachauer Landkreis angesiedelt.
In den 1980er und 90er Jahren hat sich die Gemeinde entwickelt, was nicht zuletzt durch den Zustrom von Ingenieuren geprägt war, die im benachbarten Kernkraftwerk Paks arbeiten.

## Galerie

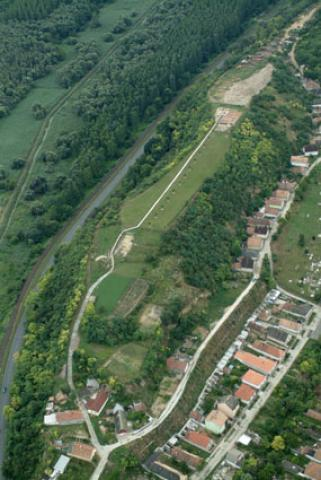
Kastell Lussonium: das Kastellareal auf dem Lößhügel von Norden. Dort, wo heute ein Kanal verläuft, floss bis in das 19. Jahrhundert die Donau. Anstelle des heutigen Dorfes Dunakömlőd am Westrand des Lößhanges befand sich auch das römische Lagerdorf.
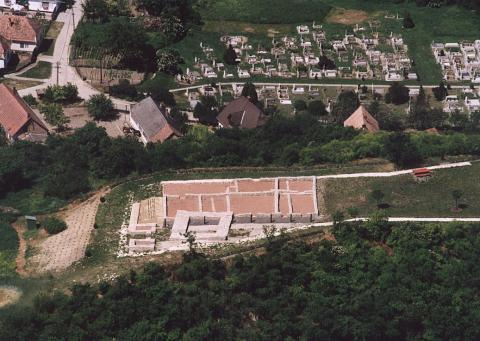
Kastell Lussonium: Die spätantike Steinbaracke mit ihren für Anschauungszwecke rötlich gekiesten Innenräumen vor dem Südtor. Zudem ist der mächtige Turm über der Lagerhauptstraße als eine der letzten antiken Baumaßnahmen zu sehen.